# Leucoloma procerum
Leucoloma procerum är en bladmossart som beskrevs av Ferdinand François Gabriel Renauld 1898. Leucoloma procerum ingår i släktet Leucoloma och familjen Dicranaceae. Inga underarter finns listade i Catalogue of Life.